# Johan Ludvig Heiberg
Johan Ludvig Heiberg (Aalborg, 27 novembre 1854 – Copenaghen, 4 gennaio 1928) è stato un filologo classico e grecista danese, considerato anche un cultore di storia della matematica e della geometria per via degli autori da lui studiati.

## Biografia

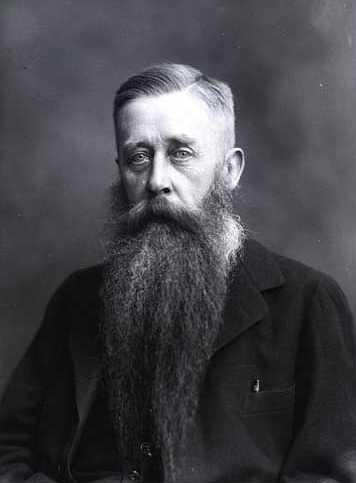
J. L. Heiberg nel 1918

Heiberg era figlio di Johanne Henriette Jacoba (nata Schmidt) e Emil Theodor Heiberg.
Fu professore di Filologia classica all'Università di Copenaghen dal 1896 fino al  1924. Fra i suoi lavori scientifici (più di 200) si stagliano le edizioni critiche di Archimede (1880-81 e 1910-15), Euclide (insieme a Heinrich Menge, 1883–1916), Apollonio di Perga (1891–93), Sereno di Antinoe (1896), Tolomeo  (1898-1903), e Erone di Alessandria (1899). Questi suoi lavori ne hanno fatto il massimo studioso del padre della geometria greca così come è oggi conosciuta.
Heiberg divenne noto principalmente per la sua scoperta di testi precedentemente sconosciuti nel Palinsesto di Archimede.  Egli studiò la pergamena manoscritta a Costantinopoli nel 1906 e scoprì che conteneva un lavoro matematico di Archimede allora sconosciuto agli studiosi, dal titolo Metodo di Archimede sui teoremi meccanici, ad Eratostene. L'importanza di quest'opera risiede nel fatto che Archimede spiega ad Eratostene il procedimento (tropos, nel testo greco) da lui seguito per le sue scoperte. Heiberg esaminò il manoscritto solo ad occhio nudo, in seguito sono state effettuate moderne analisi del documento tramite raggi X e radiazione ultravioletta.
Il Palinsesto di Archimede è attualmente conservato al Walters Art Museum a Baltimora, Maryland.